# Rock Port
|  | No s'ha de confondre amb Rockport. |

Rock Port és una població dels Estats Units a l'estat de Missouri. Segons el cens dels Estats Units del 2000 tenia 1.395 habitants.

## Demografia
Segons el cens del 2000, Rock Port tenia 1.395 habitants, 647 habitatges, i 368 famílies. La densitat de població era de 188,3 habitants per km².
Dels 647 habitatges en un 23,3% hi vivien nens de menys de 18 anys, en un 49,9% hi vivien parelles casades, en un 4,9% dones solteres, i en un 43% no eren unitats familiars. En el 40,2% dels habitatges hi vivien persones soles el 26,3% de les quals corresponia a persones de 65 anys o més que vivien soles. El nombre mitjà de persones vivint en cada habitatge era de 2,08 i el nombre mitjà de persones que vivien en cada família era de 2,79.
Per edats la població es repartia de la següent manera: un 20,9% tenia menys de 18 anys, un 5,3% entre 18 i 24, un 22,7% entre 25 i 44, un 22,9% de 45 a 60 i un 28,2% 65 anys o més.
L'edat mediana era de 46 anys. Per cada 100 dones de 18 o més anys hi havia 81,3 homes.
La renda mediana per habitatge era de 28.571 $ i la renda mediana per família de 41.625 $. Els homes tenien una renda mediana de 27.639 $ mentre que les dones 19.653 $. La renda per capita de la població era de 18.322 $. Entorn del 7,2% de les famílies i l'11,6% de la població estaven per davall del llindar de pobresa.

## Poblacions més properes
El següent diagrama mostra les poblacions més properes.